# Rua Aristides Lobo
A Rua Aristides Lobo é uma importante e histórica via da cidade de Belém, capital do estado brasileiro do Pará.
Em seu estreito leito, este logradouro do bairro Reduto acompanhou o crescimento da cidade e em seu período da Belle Époque foram construídos importantes edifícios que hoje compõem a arquitetura históricos do velho bairro. Ali se encontra a Praça da Bandeira, bem como a simples mas importante Igreja de Nossa Senhora do Rosário dos Homens Pretos que é uma dos sete templos da região considerados monumentos sacro-históricos. O contraste da antiga rua tem a ver com o moderno empreendimento comercial Boulevard Shopping Belém, um dos mais importante da cidade.
Esta rua já possuiu o nome de Rua do Rosário, pelo fato de ali estar a Igreja de Nossa Senhora do Rosário dos Homens Pretos e o seu atual nome é uma homenagem ao jurista e político Aristides da Silveira Lobo.